# Gare de Stekene
La gare de Stekene est une ancienne gare ferroviaire belge de la ligne 77, de Saint-Gilles-Waes à Zelzate située sur le territoire de la commune de Stekene, dans la province de Flandre-Orientale en Région flamande.
Mise en service en 1873 sur le chemin de fer concédé d'Anvers à Eeklo, elle ferme aux voyageurs en 1952. La ligne est hors-service depuis 1970.

## Situation ferroviaire
Établie à 6 m d'altitude, la gare de Stekene était située au point kilométrique (PK) 6.4 de la ligne 77, de Saint-Gilles-Waes à Zelzate, via Moerbeke-Waes entre les haltes de Kemzeke et Petit-Sinay.

## Histoire
La station de Stekene est mise en service le 20 octobre 1873 par la Compagnie du chemin de fer d'Eecloo à Anvers, lorsqu'elle ouvre à l'exploitation la section de Gare de Saint-Gilles-Waes à Moerbeke-Waes construite par la Compagnie des bassins houillers du Hainaut. S'appuyant sur la ligne de Zelzate à Lokeren, ouverte en 1867 par la Compagnie du chemin de fer de Lokeren à la frontière des Pays-Bas, elle constitue le prolongement de la ligne d'Eeklo à Zelzate, que la Compagnie du chemin de fer d'Eecloo à Anvers avait mise en service en 1871.
Depuis 1867, la Compagnie d'Eecloo-Anvers est intégrée au sein de la Société générale d'exploitation de chemins de fer (SGE). La Compagnie des Bassins houillers du Hainaut, société administrée par l'homme d'affaires Simon Philippart, y joue un rôle central et supervise la construction des nombreuses lignes encore inachevées. Seule une partie sera réalisée en raison de la piètre situation financière du groupe Philippart. La ligne devait être prolongée jusqu'à Anvers (rive gauche) mais se termine à Saint-Gilles-Waes où les trains peuvent poursuivre jusque Saint-Nicolas, situé sur la ligne d'Anvers (rive gauche) à Gand, à l'écartement de rails différents jusqu'à sa reprise par l'État en 1897.
L'Administration des chemins de fer de l'État belge, future SNCB, qui avaient déjà racheté la plupart des concessions de la SGE en dehors des Flandres en 1870, reprend celle d'Anvers-Eecloo le 1er juillet 1878 alors que le syndicat d'exploitation venait d'être dissout au même titre que nombres de sociétés entraînées dans leur chute par la faillite des Bassins-Houillers.
Durant les deux guerres mondiales, la destruction du pont sur le Canal Gand-Terneuzen provoque l'interruption partielle du trafic. De 1918 à 1928, les trains ont leur terminus en gare de Zelzate-Canal, un arrêt provisoire établi sur la rive droite. Le pont-bascule sur le canal est à nouveau dynamité en 1940 et ne sera plus reconstruit. Coupant définitivement la liaison entre Eeklo et le pays de Waes. Zelzate-Canal redevient le terminus, au-moins jusqu'à la suppression des trains de voyageurs sur la ligne 77, qui survient entre 1951 et le 18 mai 1952. Dans les années 1960, le canal est élargi, sur un nouveau tracé à l'écart de Zelzate. L'emplacement du pont détruit se retrouve ainsi sur terre mais aucun croisement ferroviaire n'est rétabli.
La ligne passant par Stekene n'est plus parcourable de bout en bout à partir de 1953, lorsque la section de Kemzeke à Saint-Gilles-Waes est désaffectée. Le reste de la ligne 77 est alors desservi par des trains de marchandises circulant depuis Lokeren puis, vers 1960, la mise en service de la ligne industrielle 204 sur la rive droite du canal restaure la liaison depuis Gand. En 1970 toutefois, la ligne 77 ferme aux marchandises entre Moerbeke-Waes et Kemzeke ; la date de fin des dessertes de la cour aux marchandises de la gare de Stekene n'est pas connue.
Les rails sont enlevés en 1974. Entre les années 1980 et 2000, un chemin asphalté a été réalisé le long de l'ancien chemin de fer.

## Patrimoine ferroviaire
Le bâtiment des recettes a été transformé en habitation. Avec celui de la gare de Boekhoute, ce sont les deux seules gares de ce type, construit par les Bassins Houillers, à avoir évité la démolition. Depuis 2009, il est listé au patrimoine architectural flamand.
Construits sur les lignes 55A (Kaprijke, Bassevelde, Boekhoute) et 77 (Stekene), ils étaient vraisemblablement identiques à l'origine à celui de la gare de Trazegnies, construit en 1869 sur la ligne de ceinture de Charleroi, avant que l’État ne reprenne la concession. La Société du chemin de fer Hasselt-Maeseyck utilise un plan similaire pour les gares d'As, Genk et Elen, sans frise et avec des ailes symétriques à l'origine. Les gares de la Compagnie du chemin de fer de Courtrai à Braine-le-Comte (Zwevegem, Moen-Heestert, Avelgem et Amougies) reprenaient la partie centrale au sein d'un ensemble plus vaste, à étage ; ces dernières ont toutes disparu.
Le bâtiment se compose de trois parties :
- un corps de logis à étage doté de trois travées étroites surmontées par de petites fenêtres juste en-dessous de la corniche donnant sur le grenier (elles ont été murées côté rue), deux des ouvertures du rez-de-chaussée sont des portes donnant sur le quai tandis qu'il n'y a que des fenêtres côté rue ;
- une aile sans étage, disposée à droite, pour le guichet des voyageurs comprenant trois travées largement espacées, avec un pilastre entre la première et la deuxième et une marquise couvrant ces deux ouvertures ;
- une aile de service, au toit plus haut que l'aile de droite, abritant des locaux de service et les dépendances de l'appartement du chef de station ; une fenêtre du mur-pignon éclaire le grenier. Le toit plus haut de ces ailes pourrait résulter d'un surhaussement. À Stekene, elle comportait trois travées, peut-être une seule initialement.

La façade est, intégralement en briques sauf le soubassement, est décorée par des pilastres à bossages ainsi qu'un bandeau au-dessus des fenêtres de chaque niveau.
Lors de la transformation en maison, la disposition générale a été conservée à l'exception d'une nouvelle entrée, de l'ajout de volets au rez-de-chaussée et de fenêtres en blocs translucides dans l'aile de service.
La halle aux marchandises, de type État belge, a disparu.

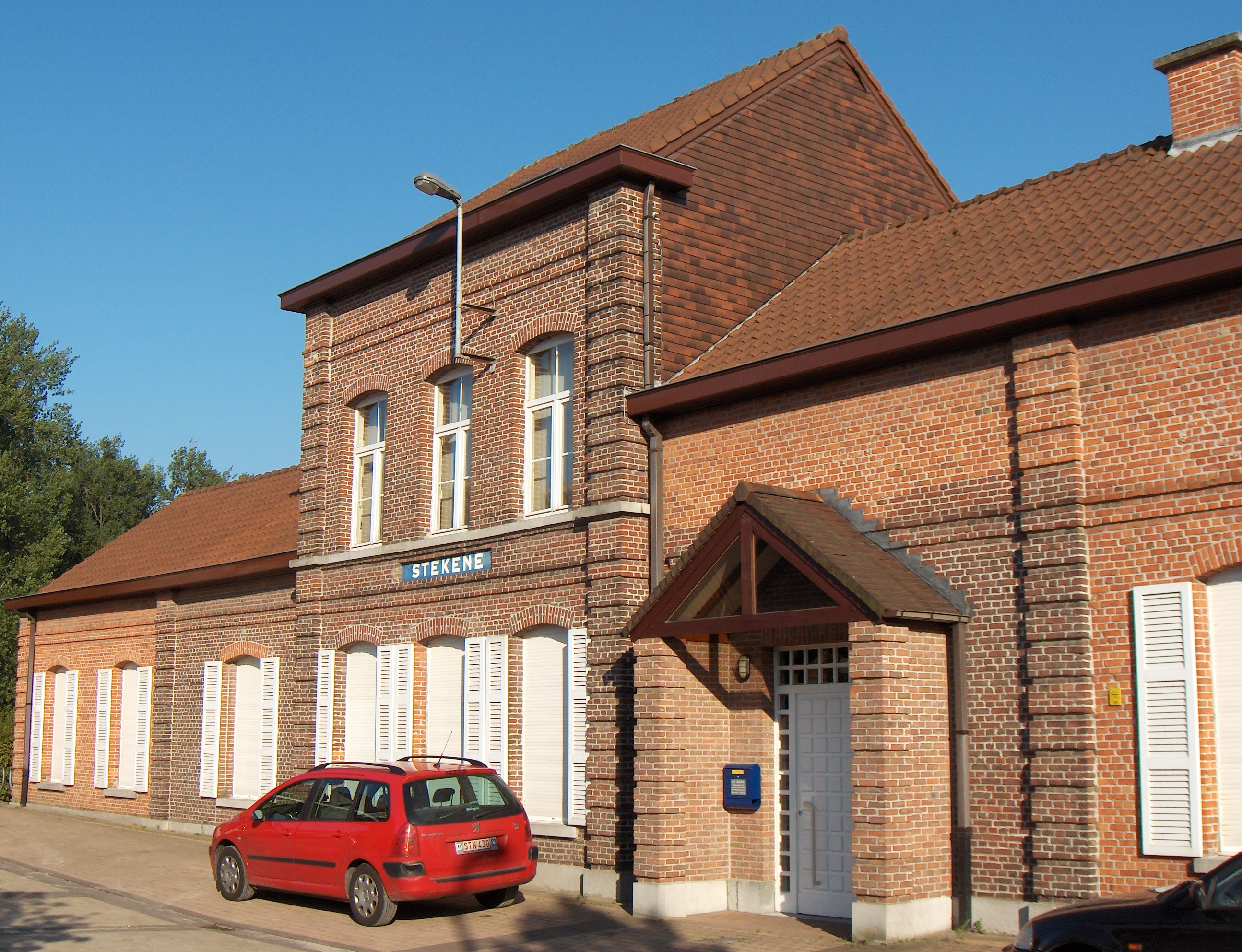
Corps central (2006).
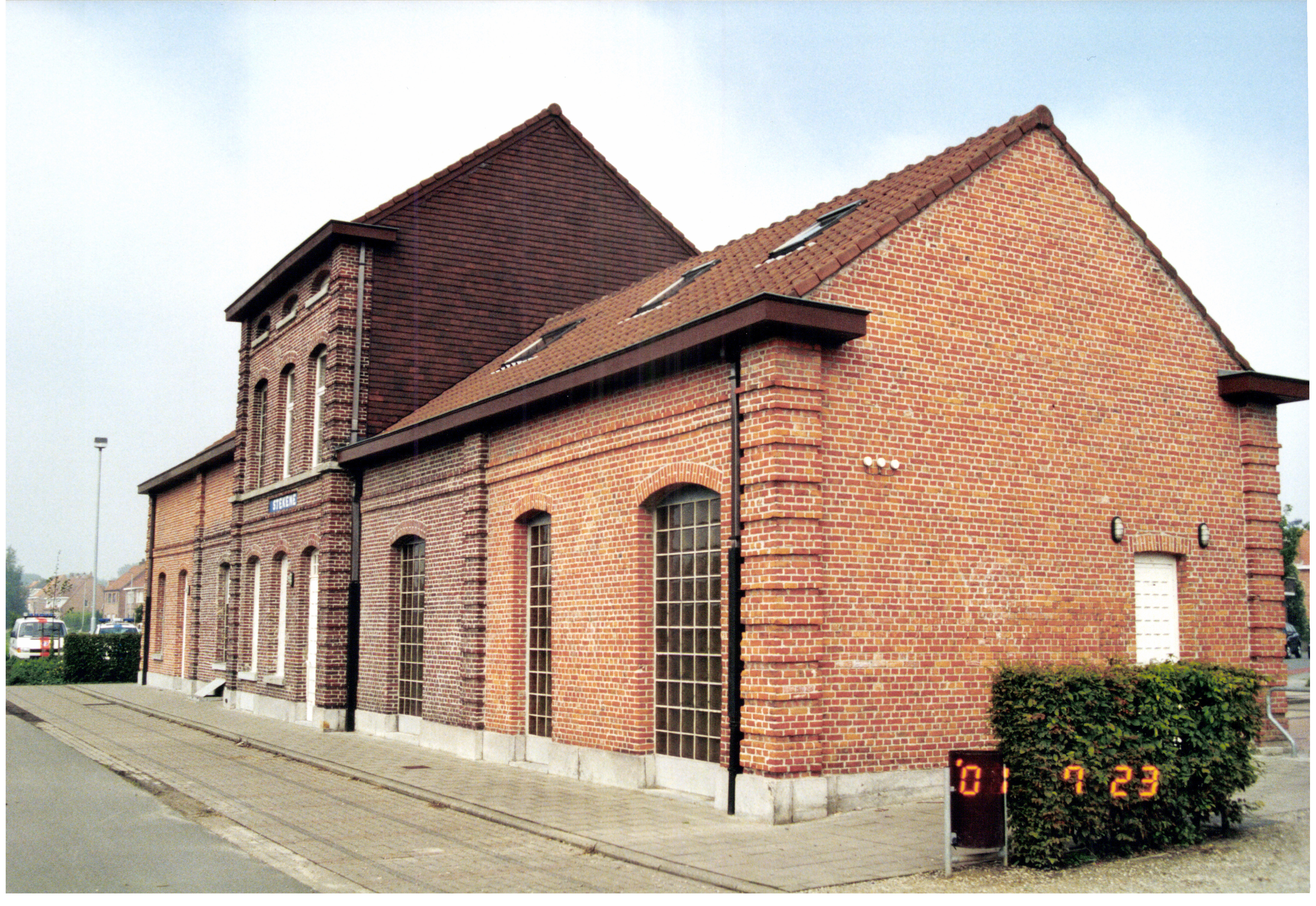
Côté rue (2001).
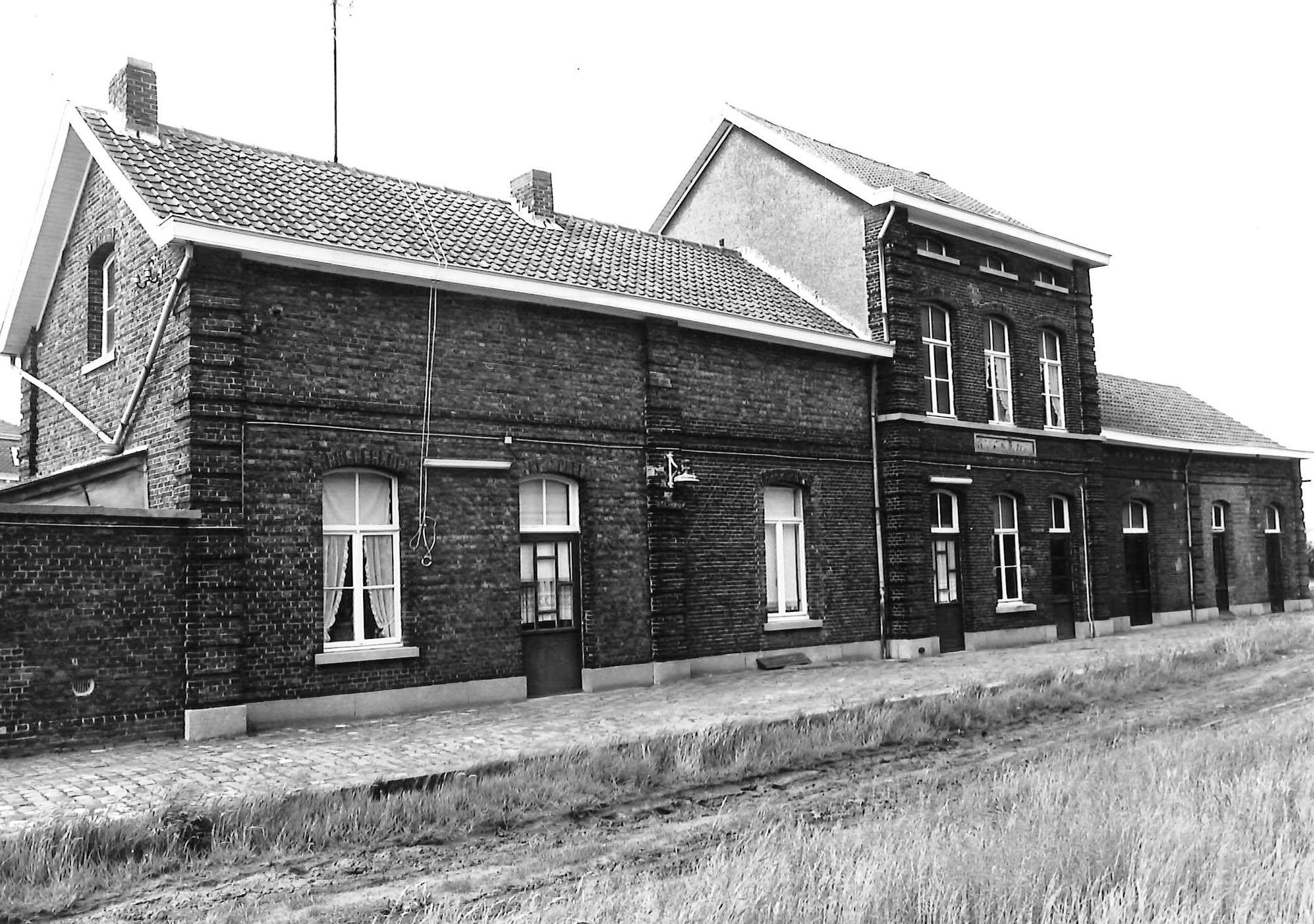
Vue depuis l'emplacement des anciennes voies (1977).
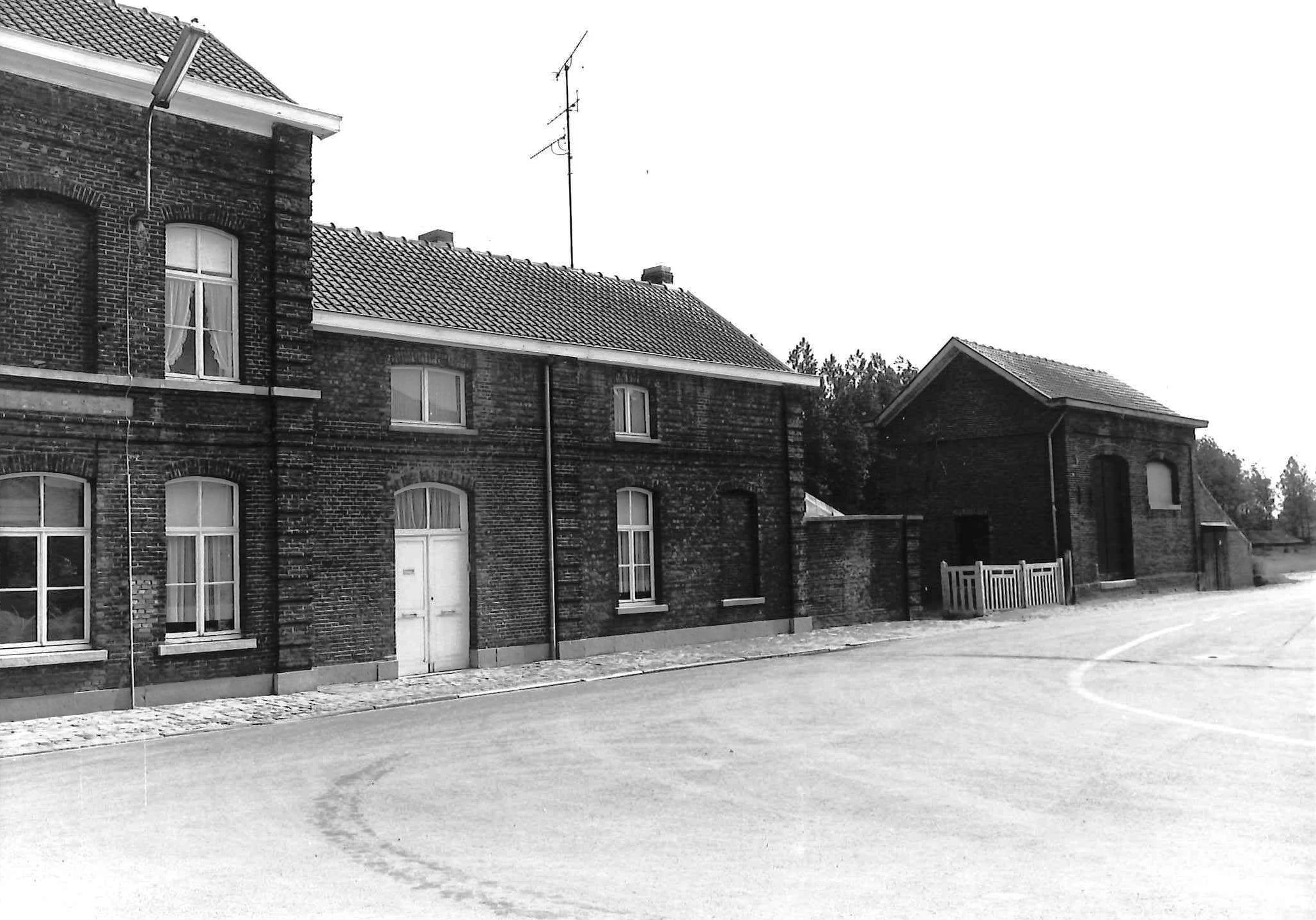
Aile de service et halle aux marchandises.